# Noirémont
Noirémont ist eine französische Gemeinde mit 187 Einwohnern (Stand 1. Januar 2022) im Département Oise in der Region Hauts-de-France. Die Gemeinde liegt im Arrondissement Clermont und ist Teil der Communauté de communes de l’Oise Picarde und des Kantons Saint-Just-en-Chaussée.

## Geographie
Die im Westen von der Autoroute A16 begrenzte Gemeinde liegt östlich der früheren Route nationale 1 rund 16 Kilometer nördlich von Beauvais.

## Bevölkerung
| 1962 | 1968 | 1975 | 1982 | 1990 | 1999 | 2006 | 2011 |
| ---- | ---- | ---- | ---- | ---- | ---- | ---- | ---- |
| 123  | 111  | 91   | 111  | 122  | 132  | 161  | 178  |

## Verwaltung
Bürgermeister (maire) ist seit 2009 Philippe Jacquier.

## Sehenswürdigkeiten
- Dreifaltigkeitskirche mit zwölf Apostelfiguren und zwei Engelsfiguren vom Übergang vom 15. zum 16. Jahrhundert und einem Tabernakel aus dem 17. Jahrhundert, die in die Base Palissy aufgenommen sind[1][2]